# Erika Billeterová

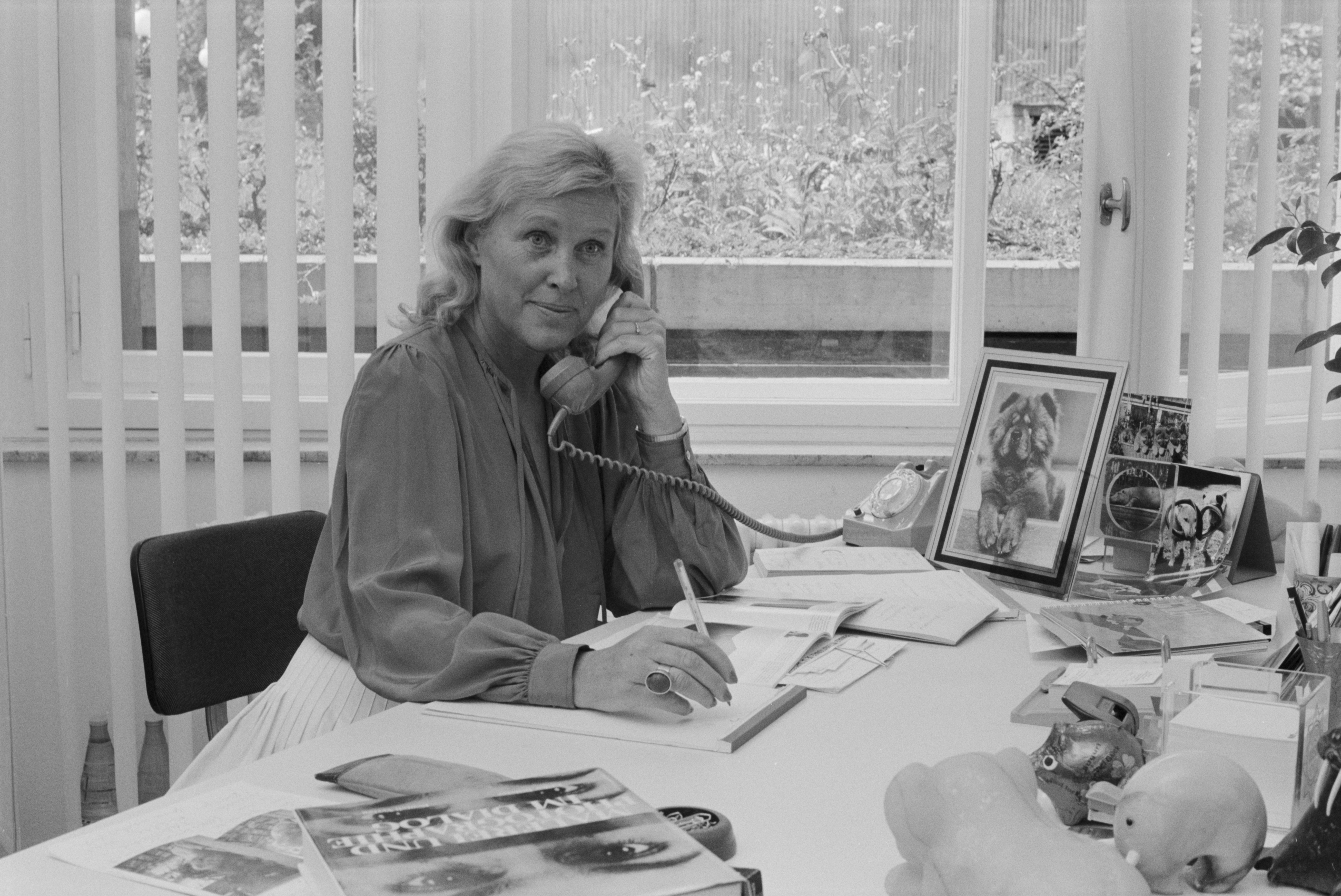
Billeterová ve společnosti Kunsthaus Zürich (1979)

Erika Billeterová (nepřechýleně Erika Billeter, také známá jako Erika Gysling-Billeterová, rozená Erika Schulzeová; 8. listopadu 1927 – 12. srpna 2011) byla švýcarská historička umění německého původu, kurátorka, spisovatelka a ředitelka muzea. Byla plodnou autorkou a specializovala se na psaní a editaci katalogů uměleckých výstav (v němčině a angličtině). Byla také známá svým zájmem o dějiny latinskoamerického umění.

## Životopis
Erika Billeterová se narodila v roce 1927 v Kolíně nad Rýnem v Severním Porýní-Vestfálsku v Německu. Studovala dějiny umění na Univerzitě v Kolíně nad Rýnem a poté na Univerzitě v Basileji, kde v roce 1960 promovala s doktorátem. V roce 1962 emigrovala do Švýcarska poté, co si vzala vědce Fritze Billetera. Její druhé manželství bylo s novinářem Erichem Gyslingem.
V letech 1962 až 1968 působila jako kurátorka v Kunstgewerbemuseum der Stadt Zürich (později známém jako Muzeum designu v Curychu); v letech 1968 až 1974 jako kurátorka v Muzeu Bellerive v Curychu; a v letech 1975 až 1981 jako zástupkyně ředitele Domu umění Curych; poté v letech 1981 až 1991 jako ředitelka Kantonálního muzea výtvarných umění (Musée Cantonal des Beaux-Arts) Během svého působení v Kantonálním muzeu výtvarných umění se Billeterová zaměřovala na vystavování děl regionálních i mezinárodních umělců, včetně děl Josepha Beuyse, Martina Dislera, Christa, Leiko Ikemury, Francesca Clementeho, Erica Fischla, Rolfa Iseliho a dalších.
V roce 2000 byla Billeterové udělena Bernská státní cena za její práci ve službách kultury.

## Publikace
Billeterová publikovala více než 1 000 děl,níže je uveden seznam jejích několika vybraných.

### Autorka
- BILLETEROVÁ, Erika. Michel Sima: Ateliers d'artiste. Michel Sima (umělec). [s.l.]: Editions Snoeck, 2008. ISBN 978-9053496770. (francouzsky)
- BILLETEROVÁ, Erika. Viva la Vida. Kuba - eine Begegnung in Bildern. Bern, Švýcarsko: Benteli, 2002. ISBN 3716512451. (německy)[10]
- BILLETEROVÁ, Erika. Luciano Castelli. Ein Maler träumt sich. A painter who dreams himself.. Luciano Castelli (umělec). Bern, Švýcarsko: Benteli, 1986. ISBN 978-3716505410. (německy)
- BILLETEROVÁ, Erika. Zum Einfluß der Graphik von Dürer und Holbein in der französischen Kunst des 16. Jahrhunderts. Basler Zeitschrift für Geschichte und Altertumskunde. 1964, s. 40–73. Dostupné online. (německy)
- BILLETEROVÁ, Erika. Canto a la realidad: Fotografía Latinoamericana 1860–1993 (Píseň realitě: Latinskoamerická fotografie 1860–1993). 3rd. vyd. Barcelona: Lunwerg Editores, 2003. ISBN 84-7782-268-9. S. 386–387.

### Editorka
- Fiesta und Ritual: Graciela Iturbides Mexiko. Redakce Billeterová Erika; Graciela Iturbide (umělkyně). Bern, Švýcarsko: Benteli, 1994. Dostupné online. ISBN 9783716509357. (německy)
- The World of Frida Kahlo: The Blue House. Redakce Billeterová Erika; Muzeum umění Houston, Schirn Kunsthalle Frankfurt. [s.l.]: Museum of Fine Arts Houston, 1994. (Systems Design and Implementation). Dostupné online. ISBN 978-0295973289.[11]
- Images of Mexico: The Contribution of Mexico to 20th Century Art. Redakce Billeterová Erika; Schirn Kunsthalle, Frankfurt; Dallas Museum of Art. Bern, Švýcarsko: Benteli, 1987. Dostupné online.[12]